# Chiesa di San Giovanni Battista (Napoli, Marianella)
La chiesa di San Giovanni Battista è una delle chiese monumentali di Napoli; è ubicata in piazza Sant'Alfonso dei Liguori a Marianella.
La fondazione della struttura è anteriore al 1312; venne completamente distrutta durante l'incendio avvenuto nella prima metà del XVIII secolo e alterata nei successivi restauri. Nella struttura religiosa sono presenti poche tracce circa il periodo Medioevale, ciò a causa degli interventi di restauro del XX secolo.
La facciata della chiesa è molto semplice; essa prospetta in una stretta e lunga piazzetta del quartiere. È fiancheggiata da un corpo basso concluso dal tozzo campanile che ospita l'orologio; il prospetto è in stile neoclassico con un portale con luce ampia sovratato da un finestrone termale, ai lati ci sono due nicchie vuote ed è concluso da timpano con apertura ovale.
All'interno, privo di cupola, sono custodite opere provenienti da altri luoghi di culto, tra cui: le colonne tardo-secentesche sotto l'arco trionfale con decorazione in marmo commesso e una cornice di una nicchia provenienti dalla chiesa dei Santi Nicandro e Marciano. Sulla volta della quarta cappella a destra ci sono affreschi della prima metà del XVII secolo; fra le finestre della navata sono collocate diverse tele del Seicento e del Settecento, realizzate da Andrea Vaccaro (La Decollazione del Battista), Francesco Solimena (Il Battesimo di Cristo), Giovanni Battista Lama (San Giuseppe con il Bambino e i Santi Gennaro e Agostino) e ignoti artisti.